# Spithead

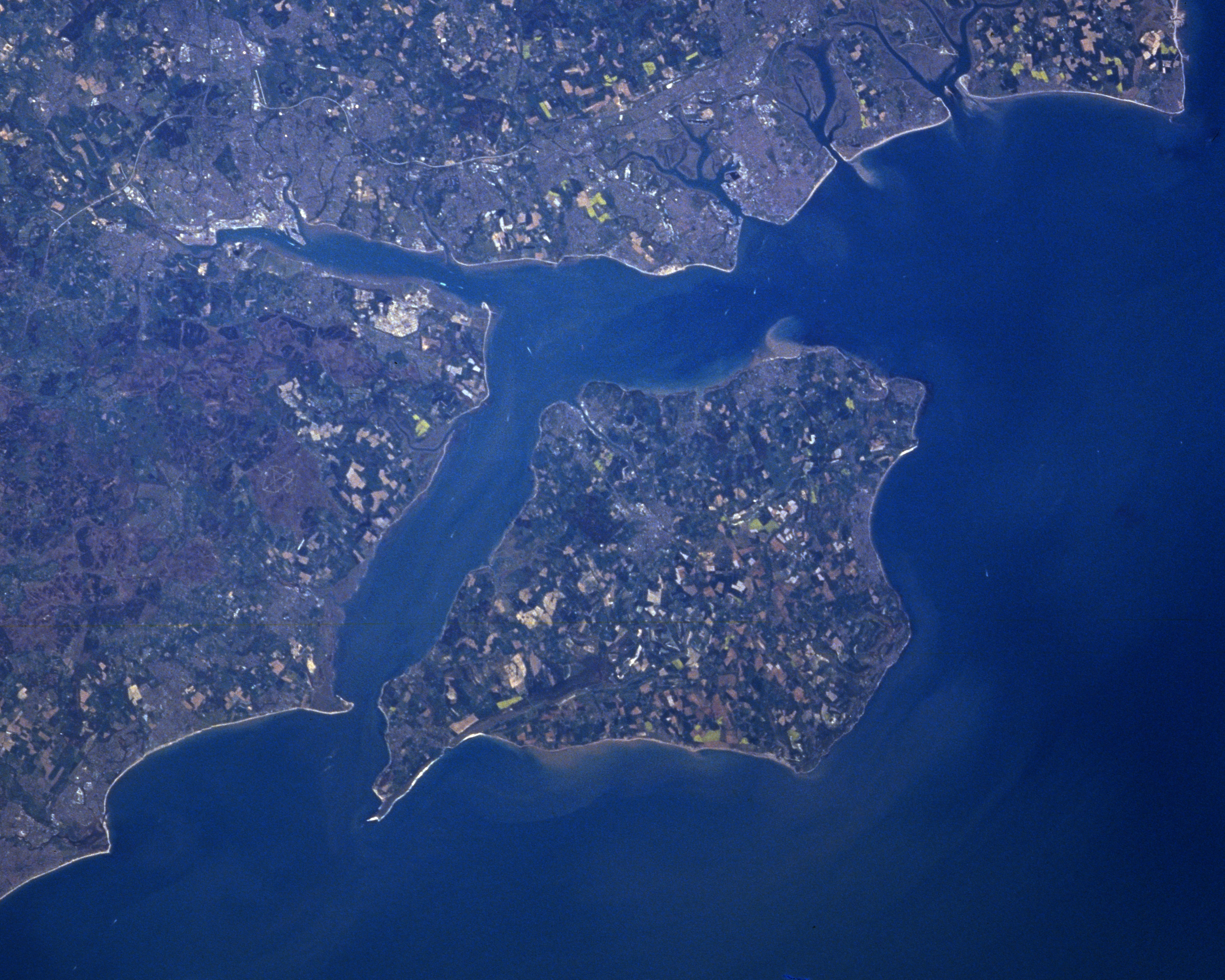
Zdjęcie satelitarne wyspy Wight. Akwen Spithead znajduje się na północny wschód od jej wybrzeży.

Spithead − cieśnina pomiędzy północno-wschodnim wybrzeżem wyspy Wight a Wielką Brytanią, wschodnia część cieśniny Solent. Stanowi tradycyjne miejsce pokazów i rewii floty Royal Navy.
Spithead tworzy głęboki i dobrze osłonięty od wiatrów akwen w pobliżu wejścia do zespołu portów w Portsmouth, ich naturalną redę. Swą nazwę zawdzięcza mieliźnie Spit Sand, ograniczającej ją od północy. Dzięki dobremu położeniu, bliskości dużych baz marynarki oraz stoczni i łatwemu dostępowi do kanału La Manche, Spithead od średniowiecza stanowiła główne kotwicowisko floty na południowym wybrzeżu. Stanowiąc najbezpieczniejsze podejście do portu w Southampton odgrywa również ważną rolę dla floty handlowej.
19 lipca 1545 roku na obszarze Spithead stoczona została nierozstrzygnięta bitwa pomiędzy flotami angielską i francuską, słynna z zatonięcia angielskiego okrętu flagowego "Mary Rose". W 1797 roku wśród załóg kotwiczących na redzie okrętów doszło do buntu, największego w dotychczasowej historii Royal Navy. Akwen był areną przygotowań floty do operacji Overlord w 1944 roku i wojny falklandzkiej w 1982 roku. Już od czasów panowania Henryka V odbywały się tam parady floty, kontynuowane do czasów współczesnych z okazji uroczystości koronacyjnych bądź jubileuszy królewskich.